# Nesodillo burmanus
Nesodillo burmanus är en kräftdjursart som beskrevs av Karl Wilhelm Verhoeff 1946. Nesodillo burmanus ingår i släktet Nesodillo och familjen Armadillidae. Inga underarter finns listade i Catalogue of Life.